# 진형 (가수)
진형(본명 : 이건형, 1985년 11월 4일 ~ 2019년 1월 7일)은 대한민국의 가수다. 2019년 1월 7일 심장마비로 사망하였다.

## 학력
- 성남은행초등학교 (졸업)
- 서서울생활과학고등학교 실용음악과 (졸업)
- 백제예술대학교 실용음악과 전문학사 (졸업)

## 경력
- 2006년 : 한국반려동물보호 홍보대사

## 음반

### 싱글 앨범
- 싱글 앨범 1집 《이별을 알리다》(2006년 9월 25일)
  1. 그대는 말이 없는데
  2. 기억을 지우다 (Feat. 수파쿨)
  3. 흉터 (Feat. 수파쿨, 제이스)
  4. 여자의 이별은 헤어짐이 아니다
  5. Be My Love
  6. 나는
  7. 흉터 (연주곡)
  8. Be My Love (연주곡)